# Главанци
Главанци е село в Североизточна България. То се намира в община Тервел, област Добрич.

## География
Село Главанци се намира на 25 km от град Тервел и на 7 km по пряка линия от град Дулово.

## История
До 1942 г. селото се казва Пирли джами махле, а от 1942 г. до 1963 г. носи името Борачево.

## Население

### Преброяване на населението през 2011 г.
Численост и дял на етническите групи според преброяването на населението през 2011 г.:
|                     | Численост | Дял (в %) |
| Общо                | 128       | 100,00    |
| Българи             | 11        | 8,59      |
| Турци               | 116       | 90,62     |
| Цигани              | 0         | 0,00      |
| Други               | 0         | 0,00      |
| Не се самоопределят | 0         | 0,00      |
| Неотговорили        | 0         | 0,00      |

## Религии
В село Главанци преобладава мюсюлманско население и българи, дошли от Тракия, главно от Тополовградско и от с. Главан, Харманлийско.